# Manisa Büyükşehir Belediyespor
El Manisa Büyükşehir Belediyespor es un equipo de baloncesto turco con sede en la ciudad de Manisa, que compite en la BSL, la primera división de su país. Disputa sus partidos en el Muradiye Spor Salonu, con capacidad para 3,500 espectadores.

## Historia
El club polideportivo fue fundado en 1994 bajo el nombre de Manisa Belediyespor, ha continuado sus actividades bajo el nombre de Manisa Büyükşehir Belediye Spor desde que Manisa se convirtió en ciudad metropolitana en 2014. En su nacimiento, se abrieron las secciones de tiro y caza, baloncesto, lucha libre, balonmano, judo, tenis de mesa y voleibol. Desde 2021 son quince las especialidades deportivas las que configuran el club.

## Posiciones en liga
| Temporada | Nivel | Liga | Pos. | Balance | Copa de Turquía |
| --------- | ----- | ---- | ---- | ------- | --------------- |
| 2017–18   | 3     | TB2L | 1.º  |         |                 |
| 2018–19   | 2     | TBL  | 10.º |         |                 |
| 2019-20   | 2     | TBL  | 12.º |         |                 |
| 2020-21   | 2     | TBL  | 9.º  |         |                 |
| 2021-22   | 2     | TBL  | 1.º  |         |                 |
| 2022-23   | 1     | BSL  | -    |         |                 |

## Palmarés
TBL
- Campeón (1): 2021–22.[3]